# David Armstrong-Jones
David Armstrong-Jones, 2. hrabě ze Snowdonu (* 3. listopadu 1961, Clarence House), do roku 2017 vikomt Linley, užívá také jméno David Linley, je výrobce nábytku a předseda aukční síně Christie's. Je synem princezny Margaret, hraběnky ze Snowdonu a Antonyho Armstrong-Jonese, 1. hraběte ze Snowdonu.

## Život
Narodil se 3. listopadu 1961 jako syn princezny Margaret, hraběnky ze Snowdonu a Antonyho Armstrong-Jonese, 1. hraběte ze Snowdonu. V pěti letech se se svým bratrancem princem Andrewem začal vzdělávat v Buckinghamském paláci. Dále navštěvoval Gibbs Pre-Preparatory School, Ashdown House School a Bedales School. Studoval na Parnham College (škola pro řemeslníky) v Beaminsteru.
V Dorkingu si otevřel dílnu na nábytek. O tři roky později založil firmu David Linley Furniture Ltd, dnes známou jako LINLEY. Napsal řadu knih a přednášel po celém světě.
Dne 1. prosince 2006 se stal předsedou aukční síně Christie's.
Jako královnin synovec se podílí na královských rodinných událostech jako Trooping the Colour nebo Vánoce.
Dne 8. dubna 2002 stál s Charlesem, princem z Walesu, Andrewem, vévodou z Yorku a Edwardem, hrabětem z Wessexu na stráži při pohřbu své babičky královny Alžběty.
Dne 8. října 1993 se v kostele svaté Markéty ve Westminsteru oženil se Serenou Stanhope, s dcerou Charlese Stanhopa, vikomta Petersham. Spolu mají dvě děti:
- Charles Armstrong-Jones, vikomt Linley (nar. 1999)
- Margarita Armstrong-Jones (nar. 2002)

Ačkoliv je synem princezny, královské tituly se udělují jen přes otce. Po smrti svého otce získal titul hraběte ze Snowdonu.
Dne 17. února 2020 tiskový mluvčí obou manželů oznámil: „Hrabě a hraběnka ze Snowdonu se přátelsky shodli, že jejich manželství skončilo, a dohodli se na rozvodu.“